# Talodi (Sudan)
Koordinaten: 10° 38′ N, 30° 23′ O
Talodi (selten auch Talawdi oder Teloudi geschrieben, arabisch تلودي) ist eine Stadt in den Nuba-Bergen im Bundesstaat Dschanub Kurdufan im Sudan. Sie liegt östlich von Kaduqli.

## Geschichte
In der Kolonialzeit wurden die Nuba-Berge zeitweise als eigene Provinz mit Talodi als Hauptstadt verwaltet, ehe sie 1929 an die Kurdufan-Provinz angeschlossen wurden.
Am 31. Oktober 2011 fanden in Talodi Kämpfe zwischen der Sudanesischen Volksbefreiungsarmee Nord (SPLM-N) und der Sudanesischen Armee statt. Dabei kamen mehrere hundert Menschen ums Leben. Beide Konfliktparteien behaupteten, die Opfer seien Soldaten des Gegners.
Beim Flugunfall einer Antonow An-26 am 19. August 2012 kamen alle 32 Insassen ums Leben.